# Mapania enodis
Mapania enodis är en halvgräsart som först beskrevs av Friedrich Anton Wilhelm Miquel, och fick sitt nu gällande namn av Charles Baron Clarke. Mapania enodis ingår i släktet Mapania och familjen halvgräs. Inga underarter finns listade i Catalogue of Life.